# Nur eine Nacht
Nur eine Nacht er en tysk stumfilm fra 1922 af Rudolf Walther-Fein.

## Medvirkende
- Bruno Eichgrün som Nick Carter
- Joseph Römer som Gadvan
- Olga Engl som Erdony
- Robert Scholz som Stefan
- Ida Perry som Mila Ibranya
- Rudolf Hilberg som Beiros
- Margarete Kupfer